# Hamit Altıntop
Hamit Altıntop, né le 8 décembre 1982 à Gelsenkirchen, est un footballeur international turc connu pour ses frappes lointaines et sa polyvalence puisqu'il pouvait jouer aussi bien milieu de terrain offensif que défensif. Il est le frère jumeau du footballeur Halil Altıntop, né une dizaine de minutes après lui.
Il a fait partie de l'équipe turque lors de l'Euro 2008 et a été un grand artisan du parcours jusqu'en demi-finale de sa sélection ; lui permettant d'intégrer la liste des 23 joueurs à faire partie de l'équipe type du tournoi.
En janvier 2011, à l'occasion du Gala FIFA Ballon d'or, il remporte le deuxième Prix Puskás de l'histoire, succédant à Cristiano Ronaldo, pour un but inscrit contre le Kazakhstan au cours des éliminatoires de l'Euro 2012.
Hamit Altintop est un des meilleurs joueurs turcs et a joué dans plusieurs grands clubs d’Europe (Bayern Munich, Schalke 04, Real Madrid).

## Biographie
Issu d'une famille turque originaire de Kozluca, petit village situé près de la ville d'Akçadağ en Turquie, et ayant immigré en 1972 en Allemagne, Hamit est le quatrième enfant du couple Mehmet et Meryem Altintop. Son frère jumeau, Halil, naîtra dix minutes après lui,.

### SG Wattenscheid 09
Le père d'Hamit meurt d'un cancer alors qu'il n'a que deux ans ; c'est sa mère qui assumera l'éducation "à la turque" des frères jumeaux. Hamit commence à jouer dès ses dix ans dans l'équipe de Schwarz-Weiss Gelsenkirchen, puis de TuS Rotthausen avant de signer son premier contrat professionnel au SG Wattenscheid 09. Repéré par les dirigeants du club de Schalke 04, il y signera un contrat au début de la saison 2003. Le montant du transfert est estimé à 1,8 million d'euros.

### FC Schalke 04
Dès son premier match en Bundesliga avec les couleurs de sa nouvelle formation, Hamit s'illustre en inscrivant un doublé face au Borussia Dortmund et permet à son équipe d'obtenir le nul 2-2. Il joue 30 matchs, inscrit 5 buts en Bundesliga et permet à son équipe de finir 7e du championnat. Il est surnommé "Tip top Altintop" par les médias allemands pour ses buts marqués par des tirs lointains
Pour son premier match de la saison 2004-2005 en coupe intertoto contre Esbjerg fB, il inscrit un des trois buts de son équipe. Hamit finit la saison en jouant 30 matchs en championnat sans inscrire de buts. Son équipe termine deuxième de la Bundesliga et se qualifie pour la Ligue des champions.
Hamit gagne sa première coupe de sa carrière au début de la saison 2005-2006 avec la victoire de Schalke 04 contre VfB Stuttgart. Après avoir fini troisième de son groupe en Ligue des champions, Hamit et son équipe atteignent les demi-finales de la coupe de l'UEFA, battu par le FC Seville, futur vainqueur de la compétition. En championnat, Hamit joue 22 matchs pour un but marqué, sa formation finissant 4e du championnat.
En début de saison 2006-2007, son frère jumeau Halil Altıntop signe au Schalke 04. Hamit joue 31 matchs en championnat et marque deux buts. Sa formation se fait éliminer au premier tour de la coupe de l'UEFA contre l'AS Nancy-Lorraine et finit deuxième de Bundesliga. Déjà en pourparlers avec le Bayern Munich dès le mois de février, Hamit signe un contrat de trois ans avec ce club en fin de saison.

### Bayern Munich

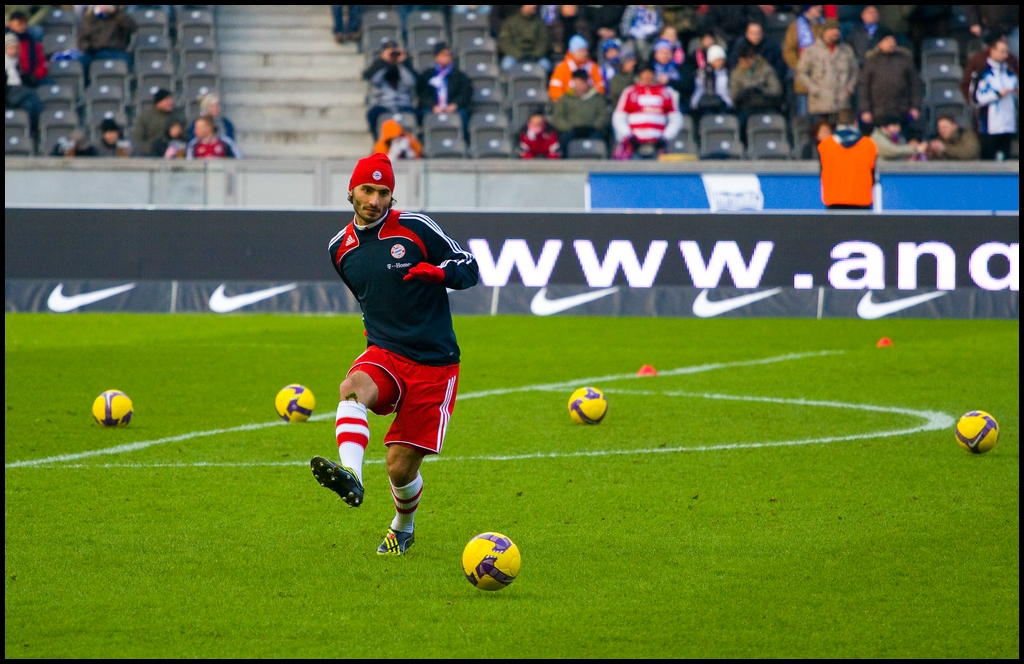
Altıntop à l'entraînement avec le Bayern Munich en 2009.

Fraîchement débarqué au Bayern entraîné par Ottmar Hitzfeld, Hamit marque son premier but contre le Werder Bremen en Coupe de la ligue, compétition qu'il remportera une semaine plus tard contre son ancienne équipe. Il continue ses performances en championnat en marquant et en délivrant des passes décisives, mais également en Coupe de l'UEFA contre Belenenses, match durant lequel il qualifie son équipe grâce à un but. Il se fait opérer à la fin de l'année 2007 du genou droit, l'éloignant par la même occasion des terrains jusqu'en janvier de l'année 2008. Altıntop revient sur les terrains en coupe d'Allemagne en marquant notamment un but. Il se blesse de nouveau en match amical contre la Biélorussie et sera absent des terrains durant plusieurs semaines. Il ne participera pas au sacre du Bayern en coupe et en championnat, même s'il aura grandement contribué durant la saison. Il sera néanmoins présent à l'Euro 2008 avec l'équipe nationale turque, compétition qu'il terminera sur le podium à la troisième place.
La nouvelle saison 2008-2009 commence par un changement d'entraîneur avec l'arrivée de Jürgen Klinsmann. La blessure occasionnée durant le match contre la Biélorussie ayant resurgit après l'Euro 2008, Altıntop reste loin des terrains toute la première partie de la saison. Il est de retour dès février 2009 lors de la victoire de son équipe contre Hannover 96, match durant lequel il inscrit un but. Il ne joue que onze rencontres pour deux buts en championnat cette saison.
Pour la saison 2009-2010, le Bayern change d'entraîneur avec la venue de Louis van Gaal. Altıntop qui entame sa dernière année de contrat reçoit une offre de 4 millions d'euros net par an pendant trois ans de la part du club turc du Fenerbahçe SK qui ne se mettra pas d'accord sur les indemnités de transfert avec le Bayern. Après avoir été dans le onze de départ au cours des cinq premiers matchs en championnat, il n'entre plus dans les plans de van Gaal qui l'utilise comme remplaçant de luxe. Il est cependant titulaire en ligue des champions et devient vice-champion d'Europe après la défaite 2-0 du Bayern contre l'Inter de Milan. Altıntop finira la saison champion d'Allemagne en ayant joué 15 matchs de championnat et sans marquer de buts et gagnera également la coupe d'Allemagne contre le Werder Brême. En fin de contrat en juin 2010, il est convoité par des grands clubs européens comme Tottenham et l'Atlético de Madrid mais décide finalement de prolonger son contrat d'un an avec le club bavarois.
En ouverture de la saison, Altıntop fait partie du onze de départ qui bat en finale de la Supercoupe d'Allemagne de football Schalke 04. Il est de nouveau utilisé de façon irrégulière par Louis van Gaal : au cours de la rencontre contre le FC Nuremberg, il sort à la 56e minute et refuse de serrer la main de son entraîneur. Il ne sera alors que très peu utilisé (14 matchs pour 2 buts en Bundesliga) et décide de quitter le club en fin de saison.

### Real Madrid
En fin de contrat avec le Bayern Munich, Altıntop s'engage pour quatre années avec le club madrilène et rejoint ainsi son compatriote Nuri Şahin. Peu utilisé, il quitte le club le 13 juillet 2012 et s'engage avec Galatasaray. En une saison au Real, il a joué 12 matchs dont 2 titularisations et inscrit 1 but.

### Galatasaray
Il s'y engage en juillet 2012 pour quatre saisons. Le montant du transfert est évalué à 3,5 M€.
Après avoir tiré 7 fois sur la barre avec sa nouvelle équipe, il marque son premier but le 13 mars 2013 contre son ancienne équipe Schalke 04. Une frappe de 20 mètres légèrement de l'extérieur du pied droit et qui heurte encore une fois l'intérieur du poteau gauche de Timo Hildebrand. 

### Sélection nationale
Il débute dès les équipes de jeunes dans la sélection nationale turque. Son premier match a lieu contre la Bulgarie, match au cours duquel il marquera son premier but international. Il côtoiera notamment Tuncay Şanlı, Semih Şentürk, Volkan Demirel ou encore Servet Çetin.
Convoité par la Mannschaft, Altintop choisit l'équipe nationale turque. Il déclare vouloir jouer pour la "mère patrie". Son premier match avec l'équipe A se déroule en février 2004 contre le Danemark en match amical.
Altıntop jouera l'ensemble des douze matchs des éliminatoires de la Coupe du monde 2006 de football se déroulant en Allemagne. L'équipe nationale turque se fera éliminer en match de barrage contre la Suisse.
En 2008, la Turquie se qualifie pour le Championnat d'Europe de football qui se déroule en Autriche et en Suisse. Altıntop jouera 11 des 12 matchs des phases qualificatives. Durant la phase finale, la sélection turque perd son premier match contre le Portugal, puis gagne son deuxième match contre la Suisse ; le troisième et dernier match de la phase de groupe contre la République tchèque est donc décisif : le vainqueur se qualifiera pour les quarts de finale. Après avoir été mené 2-0 à un quart d'heure de la fin, la Turquie parvient à marquer trois buts sur trois passes décisifs d'Altıntop au cours de l'une des fins de rencontres considérée comme une des plus folles de l'histoire du Championnat d'Europe de l'UEFA. En quart de finale, la Turquie rencontre la Croatie qui marque à la 119e minute, mais est rejointe grâce à un but de Semih Şentürk à la 120e minute. La formation turque finit par s'imposer 3-1 aux tirs au but, notamment grâce à un pénalty converti par Altintop, et se qualifie pour les demi-finales de la compétition. Altıntop sera d'ailleurs élu homme du match. En demi-finale, face à l'Allemagne, la Turquie s'inclinera finalement trois buts à deux.
Blessé de façon récurrente durant la saison 2009-2010, il ne participe qu'à quatre des dix matchs des Éliminatoires de la Coupe du monde de football 2010, compétition à laquelle ne se qualifie pas la Turquie.
Altıntop crée la polémique avant le troisième match des éliminatoires de l'Euro 2012 qui opposait la Turquie à l'Allemagne en déclarant qu'Özil a "en tant qu'international allemand, un lobby derrière lui, une plus grande valeur sur le marché des transferts et gagne plus d'argent", ajoutant que s'il "avait choisi la Turquie, il n'aurait pas joué la Coupe du monde et ne serait pas au Real Madrid". Lors du cinquième match de ces mêmes éliminatoires contre l'Autriche, il est pour la première fois capitaine de la sélection turque.

## Style de jeu
Joueur décrit comme très polyvalent, technique et puissant, Altıntop est capable d'évoluer sur le côté gauche mais également sur le côté droit, ainsi qu'en défense ou en tant qu'ailier.
Milieu de terrain de formation, il tape à l'œil du "Special One" durant la finale de la Ligue des champions qui a vu la défaite deux buts à zéro du Bayern Munich face à l'Inter de Milan ; Altintop remplace Franck Ribéry suspendu et est considéré comme l'un des meilleurs joueurs du Bayern par Mourinho. 
Possédant un bon dribble, une qualité de passe et de frappe surtout sur les coups de pied arrêtés, il a été utilisé comme remplaçant de luxe par Louis van Gaal.

## Palmarès

### Avec leReal Madrid
- Vainqueur du Championnat d'Espagne en 2012.

### Avec leBayern Munich
- Vainqueur de la DFB-Pokal en 2008 et 2010.
- Vainqueur de la Ligapokal en 2007.
- Vainqueur de la Bundesliga en 2008 et 2010.
- Vainqueur de la DFB-Supercup en 2010.
- Finaliste de la Ligue des champions en 2010.

### Avec leSchalke 04
- Vainqueur de la Ligapokal en 2005.

### Avec leGalatasaray SK
- Vainqueur du Championnat de Turquie en 2013 et 2015.
- Vainqueur du supercoupe de Turquie en 2013.
- Vainqueur de la Coupe de Turquie en 2014 et 2015.

### Avec lasélection nationale
- Demi-finaliste de l'Euro 2008

### Récompenses individuelles
- Joueur du mois de la Bundesliga en octobre 2007 et février 2009.
- Meilleur passeur de l'Euro 2008 avec 3 passes.
- Membre de l'équipe type UEFA de l'Euro 2008.
- Prix Puskás de la FIFA en 2010.